# Вертикальная линия снизу
Вертикальная линия снизу (◌̩) — диакритический знак, используемый в латинице.

## Использование
В МФА используется для обозначения слоговых согласных (в сочетании с буквами с нижними выносными элементами также иногда используется вертикальная линия сверху, ◌̍).
В транскрипции Teuthonista обозначает слегка усиленные слабые согласные.
В Рейнской документе обозначает звук шва в составе буквы e̩.
В варианте транскрипции Дания 1925 года обозначает звонкость.
Может использоваться в языке йоруба в составе букв E̩ [ɛ], O̩ [ɔ], S̩ [ʃ], хотя более распространено использование букв с точкой снизу: Ẹ, Ọ, Ṣ.